# Шиманович Ілля Сергійович
Ілля Шиманович (2 серпня 1994) — білоруський плавець.
Призер Чемпіонату світу з плавання на короткій воді 2018 року.
.
Призер Чемпіонату Європи з плавання на короткій воді 2017, 2019 років.